# Гелиевая вспышка

Тройная гелиевая реакция

Ге́лиевая вспы́шка — взрывообразное начало ядерного горения гелия в звезде. Она возникает, если область, где происходит горение гелия, не может быстро охлаждаться при увеличении температуры, и тогда нагрев приводит к увеличению скорости ядерных реакций, что приводит к ещё большему нагреву вещества. Гелиевая вспышка оказывает влияние на химический состав звезды, и, в некоторых случаях, на её структуру.
Обычно под гелиевой вспышкой подразумевают начало горения гелия в ядрах звёзд ветви красных гигантов, вещество которых находится в состоянии вырожденного газа, но гелиевые вспышки другого типа могут происходить в других объектах, например, в слоевых источниках звёзд асимптотической ветви гигантов или в белых карликах.

## Характеристики
Гелиевая вспышка — начало горения гелия в звезде, которое происходит взрывообразно и при котором за короткий срок выделяется большое количество энергии. Это приводит к изменению химического состава звезды и может приводить к изменению структуры.
Гелиевая вспышка происходит в случае, если область звезды, где начинается горение гелия, не может быстро охладиться при увеличении температуры из-за расширения, так как нагрев не сопровождается увеличением давления. В этом случае энергия, выделяемая при горении гелия, увеличивает температуру в этой области, что, в свою очередь, повышает темп ядерных реакций с участием ядер гелия и увеличивает мощность энерговыделения. Такие условия выполняются, например, в веществе, давление которого поддерживается давлением вырожденного газа, в котором давление почти не зависит от температуры и поэтому не происходит расширение газа.
Горение гелия характерно тем, что мощность энерговыделения {\displaystyle P} очень сильно зависит от температуры {\displaystyle T}: если аппроксимировать эту зависимость степенным законом {\displaystyle P\propto T^{\nu },} то для температуры в диапазоне 1—2⋅108 K величина показателя {\displaystyle \nu } будет изменяться от 19 до 40, поэтому при гелиевой вспышке рост энерговыделения происходит очень быстро. В общем случае при начале горения гелия не обязательно происходит вспышка, например, если повышение темпа реакций в какой-то области сопровождается её расширением, приводящим к понижению температуры, то гидростатическое равновесие сохраняется и скорость реакции перестаёт расти.

## Виды гелиевых вспышек

### Гелиевая вспышка в ядре

Зависимость давления от температуры для вырожденного и идеального газов

Чаще всего под гелиевой вспышкой подразумевается начало горения гелия в ядрах звёзд ветви красных гигантов с вырожденным ядром, состоящим из гелия, в котором уже не идут никакие термоядерные реакции, так как водород уже исчерпан, а температура для начала тройной гелиевой реакции недостаточна. Существенное энерговыделение в тройной гелиевой реакции наступает, когда плотность в веществе составляет около 106 г/см3, а температура — около 8⋅107 K. Масса ядра практически не зависит от массы звезды и в этот момент составляет 0,48—0,50 M⊙. Горение гелия повышает температуру ядра, но из-за вырожденного состояния вещества в нём давление не увеличивается, ядро не расширяется и не охлаждается, нарастание температуры увеличивает скорость энерговыделения, энерговыделение, в свою очередь, увеличивает температуру, при этом процесс развивается лавинообразно, поэтому происходит гелиевая вспышка.
Вырожденные ядра возникают на определённом этапе звёздной эволюции в звёздах с массой менее 2,3 M⊙, а принципиально тройная гелиевая реакция может происходить только в ядрах звёзд массивнее 0,5 M⊙ — температура в ядрах более лёгких звёзд на любом этапе их эволюции недостаточна для поддержания горения гелия, и поэтому гелиевая вспышка в ядрах звёзд происходит только у звёзд в диапазоне масс 0,5—2,3 M⊙. У более массивных звёзд может происходить аналогичный процесс с горением углерода — углеродная детонация.
Поначалу энерговыделение растёт довольно медленно — за срок порядка нескольких сотен тысяч лет мощность, выделяемая гелиевым ядром, достигает приблизительно 1000 L⊙. Всего через несколько лет после этого мощность доходит до величины порядка 1010—1011 L⊙, сравнимой со светимостью галактик, и держится на таком уровне несколько секунд. Резкого повышения светимости звезды при этом не наблюдается: энергия, выделяемая в гелиевой вспышке в ядре, не доходит до поверхности звезды, а поглощается внешними слоями и ядром, которое разогревается до такой степени, что перестаёт быть вырожденным, расширяется и охлаждается. Темп реакций понижается, а из-за расширения ядра водородный слоевой источник водородного горения, переместившийся в более холодные области, на короткий срок прекращает вырабатывать энергию. Горение гелия продолжается с меньшей интенсивностью — таким образом, гелиевая вспышка завершается.
После гелиевой вспышки ядро увеличивается, становится менее плотным и более холодным, чем было до неё. Энерговыделение в водородном слоевом источнике оказывается значительно меньше, чем было до вспышки, поэтому общее энерговыделение звезды уменьшается. Как следствие, светимость падает приблизительно на порядок, что означает уменьшение давления излучения, и поэтому внешние оболочки звезды сжимаются. В результате за срок около 104 лет звезда переходит с вершины ветви красных гигантов на горизонтальную ветвь. В ходе этого процесса звезда также может потерять часть массы.
Центральные части ядра звёзды ветви красных гигантов испускают нейтрино в большом количестве, следовательно, перед гелиевой вспышкой максимальная температура достигается не в самом центре звезды, а на определённом расстоянии от него из-за нейтринного охлаждения. Именно там гелиевая вспышка и случается, поэтому после неё вырождение снимается только с внешних слоёв, но не с внутренних. До тех пор, пока уравнение состояния вещества звезды не становится близким к уравнению состояния идеального газа, а горение гелия не происходит в центре звезды, происходит ещё несколько более слабых, вторичных гелиевых вспышек — от начала первой до окончания последней проходит около 106 лет, а всего за это время около 5 % гелия в ядре превращается в углерод.

### Слоевая гелиевая вспышка

Изменение параметров звезды в результате тепловых пульсаций

Слоевая гелиевая вспышка случается у звёзд асимптотической ветви гигантов, которые имеют инертное ядро, состоящее из углерода и кислорода. Их ядро окружено тонким слоем гелия, а внешние слои состоят в основном из водорода. Изначально происходит горение гелия в слоевом источнике, но в какой-то момент гелий исчерпывается, а на границе гелия и водорода начинает идти превращение водорода в гелий. В результате масса слоя гелия постепенно увеличивается, и через некоторое время условия в нём становятся подходящими для горения гелия. Необходимая для этого масса гелиевой оболочки зависит от массы ядра: при массе ядра в 0,8 M⊙ она составляет около 10−3 M⊙, и уменьшается с увеличением массы ядра.
В отличие от гелиевой вспышки в ядре, в данном случае слой гелия не вырожден, поэтому начинает расширяться после начала реакций. Однако пока слой гелия достаточно тонкий, расширение приводит не к его охлаждению, а к нагреванию. Для объяснения этого можно рассмотреть слой гелия толщиной {\displaystyle s,} внутренняя граница которого находится на расстоянии {\displaystyle r_{0}} от центра звезды, а внешняя ― на расстоянии {\displaystyle r=r_{0}+s.} При {\displaystyle s\ll r_{0}} можно выразить {\displaystyle m\propto \rho r_{0}^{2}s,} где {\displaystyle m} ― неизменная масса слоя, {\displaystyle \rho } ― его плотность. Таким образом, можно связать возможные изменения этих величин в предположении, что {\displaystyle r_{0}} остаётся неизменным:
{\displaystyle {\frac {d\rho }{\rho }}=-{\frac {ds}{s}}=-{\frac {r}{s}}{\frac {dr}{r}}.}
Давление в слое гелия определяется внешними слоями, которые поднимаются и опускаются вместе с расширением или сжатием слоя гелия. Поэтому изменение давления {\displaystyle P} может быть выражено через расширение, а значит, и через изменение плотности:
{\displaystyle {\frac {dP}{P}}=-4{\frac {dr}{r}}=4{\frac {s}{r}}{\frac {d\rho }{\rho }}.}
Уравнение состояния для слоя гелия в любом случае имеет следующий вид, где {\displaystyle T} ― температура, а {\displaystyle \alpha } и {\displaystyle \beta } ― положительные константы:
{\displaystyle {\frac {dP}{P}}=\alpha {\frac {d\rho }{\rho }}+\beta {\frac {dT}{T}}.}
Если выразить изменение давления через изменение плотности, получится:
{\displaystyle {\frac {d\rho }{\rho }}\left(4{\frac {s}{r}}-\alpha \right)=\beta {\frac {dT}{T}}.}
Таким образом, если слой гелия достаточно тонкий и {\textstyle 4{\frac {s}{r}}<\alpha }, то значение в скобках оказывается отрицательным. Это значит, что расширение слоя гелия и уменьшение его плотности приводит к увеличению его температуры. В этом случае гелиевая вспышка развивается и достигает максимальной мощности около 107—108 L⊙. Расширение гелиевой оболочки перемещает область, где сгорает водород, в более холодные и менее плотные части звезды, поэтому горение водорода прекращается, но после окончания слоевой гелиевой вспышки продолжается стабильное горение гелия. Весь описанный процесс также называется тепловой пульсацией (англ. thermal pulse) и длится несколько сотен лет, при нём наблюдается временное падение светимости звезды.
Через некоторое время гелий исчерпывается и в звезде начинает сгорать водород, увеличивая массу слоя гелия. Когда тот достигает определённой массы, гелиевая вспышка повторяется ― она может происходить многократно, до тех пор, пока водород полностью не исчерпывается из-за термоядерных реакций и сильного звёздного ветра. После этого звезда покидает асимптотическую ветвь гигантов, сжимается и становится планетарной туманностью. Интервал времени {\displaystyle \Delta t} между слоевыми вспышками зависит от массы ядра {\displaystyle M_{c}} и может быть выражен формулой {\displaystyle \lg \Delta t=7{,}55-4{,}5~M_{c},} где {\displaystyle \Delta t} выражено в годах, {\displaystyle M_{c}} ― в массах Солнца.

### Гелиевая вспышка в белых карликах и нейтронных звёздах
Гелиевая вспышка также может произойти в белом карлике, на который аккрецирует вещество звезды-компаньона. Например, если образуется гелиевый белый карлик с массой более 0,6 M⊙, то в нём развивается гелиевая вспышка, при которой выделяется энергия около 1044 Дж. При этом происходит разлёт вещества белого карлика и наблюдается взрыв сверхновой типа I. Также вспышка может случиться, если происходит аккреция гелия на углеродно-кислородный белый карлик: когда масса гелия составляет 0,1—0,3 M⊙, происходит вспышка, при которой белый карлик может как полностью разлететься, так и уцелеть.
Если происходит аккреция гелия на нейтронную звезду, то в её оболочке также могут случаться периодические гелиевые вспышки, и в таком случае нейтронная звезда наблюдается как барстер. 